# すみれ荘201号
すみれ荘201号（すみれそう201ごう）は、柳家喬太郎による新作落語の演目。

## 概要
日本大学在学時、落語研究会で活躍した喬太郎ならではの作品。学生の恋愛やサークル活動、実家の親、自分の将来と言ったモチーフを織り交ぜ、笑いのうちにも切なさが感じられ、あたかも現代小説を読んでいるかのような繊細な描写と構成力が秀逸なドラマとなっている。
大学ではテニスサークルなどに比べて落語研究会のイメージが悪かったことがマクラで語られ、それが話の伏線になっている。

## あらすじ
女子大生の裕美子は男子学生の彼氏と2年半も同棲している。。しかし20歳になった彼女を田舎の母親が呼び戻し、無理矢理に見合いを勧める。えぐいおやじギャグを連発する市会議員の吉川に紹介された見合いの相手は10歳も年上の地方公務員。ギャンブル酒もやらない堅物で、自作の歌を歌うのが趣味。見合いの席でも「東京ホテトル音頭」を歌うという変人だったが、そのまっすぐな心に裕美子の心は揺らぐ。。
東京にもどった裕美子は彼氏に対し、あなたは本当は落研（おちけん/落語研究会）の部員だろうと言って彼氏を詰る。彼氏は必死になって否定しようとするが、裕美子は不快感をあらわにしながら数々の証拠を挙げて彼氏の反論を封じる。開き直った彼氏は、自分が落研に所属していることを認めた上で、本当はお前も落研だろうと切り返す。裕美子も同じように必死になって否定するが、彼氏も動かぬ証拠をいくつもつかんでいた。
裕美子も自分が落研であることを認めた上で、落研どうし結婚することはできないと告げる。
最終的には円満に彼氏と別れた裕美子は見合いの相手に電話をかけるが、話しているうちに、この男も学生時代は落研に所属していたことが判明するのだった。

## CD
- 『キング落語名人寄席 柳家喬太郎』(キングレコード KICH3221：2001年)

1.すみれ荘201号室　2.夜の慣用句
- 『柳家喬太郎落語秘宝館4』（ワザオギ WZCR-05005：2008年）

1.すみれ荘二〇一号　2.いし